# Ryang Chun-hwa
Ryang Chun-Hwa, née le 12 juin 1991 à Pyongyang (Corée du Nord), est une haltérophile nord-coréenne dans la catégorie féminine des −48 kg.

## Palmarès
- Jeux olympiques d'été :
  - Jeux olympiques de 2012 à Londres :
    -  Médaille de bronze en haltérophilie femme -48 kg.